# Anne Sullivan
Anne Sullivan, Annie Sullivan, ou Johanna Mansfield Sullivan Macy (Feeding Hills, Massachusetts, 14 de abril de 1866 – Nova Iorque, 20 de outubro de 1936), foi uma educadora estadunidense (professora norte-americana), mais conhecida por ter sido a professora de Helen Keller, uma adolescente surda-cega a quem ensinou por meio da Língua de sinais por intermédio do tato.
Anne Sullivan também era deficiente; havia sido quase cega, mas depois de nove operações, recuperou alguns graus da visão.

## Biografia
Foi filha dos fazendeiros imigrantes irlandeses Thomas Sullivan e Alice Cloesy. Ela tinha um irmão chamado Jimmie, que contraiu tuberculose. Quando cresceu, Anne foi vítima da pobreza e de abuso físico por parte de seu pai alcoólatra e aos cinco anos ela contraiu tracoma que quase a levou a cegueira. Dois anos depois, sua mãe morreu e seu pai abandonou a ela e a seu irmão em um orfanato em Tewksbury, onde seu irmão morreu em pouco tempo.
Apesar de ser deixada em um orfanato com poucas condições de educação formal, Anne Sullivan prosperou. Quando o presidente da secretaria estadual de instituições de caridade Frank Sanborn visitou o orfanato de Tewksbury, Anne literalmente se jogou aos seus pés e chorando pediu: "Sr. Sanborn, eu quero ir à escola."
Depois de recuperar sua visão por meio de uma série de operações e de se graduar como a oradora da sala em 1886 no Instituto Perkins para Cegos, ela começou sua longa carreira como professora de Helen Keller.
Quando a senhorita Sullivan chegou, Helen tinha sete anos e era completamente indisciplinada. A senhorita Sullivan começou suas aulas a partir da obediência e do alfabeto ASL Língua de Sinais. Sullivan assistiu às aulas com Helen e monitorou-a por intermédio do Instituto Perkins, a Escola de Cambridge para Jovens Senhoras e a Faculdade de Radcliffe.
Todos que entraram em contato com Anne Sullivan se surpeenderam com a facilidade de comunicação e ensino para Helen e com o aprendizado avançado da aluna em relação a outros alunos cegos e surdos mais adiantados do que ela.
Alexander Graham Bell, Andrew Carnegie, Henry H. Rogers e John Spaulding foram apenas alguns dos que as encontraram e as apoiaram.
Ao longo do tempo, muitos duvidaram das intenções de Anne Sullivan como professora de Helen. Achavam que ela queria controlar Helen Keller.
Após Helen se formar, a senhorita Sullivan continuou a acompanhá-la em suas viagens e palestras. Quando Helen se formou em Radcliffe, Anne se casou com um jovem instrutor de Harvard, John Albert Macy em 1905. Os três viveram juntos até 1912 quado os Macy se separaram.
Anne e Helen tinham uma grande demanda de palestras para arrecadar fundos para a Fundação Americana para Cegos. No entanto, por vezes, as pessoas eram caridosas e complementavam sua renda.
Ao final de sua vida, Anne Sullivan recebeu o reconhecimento da Universidade Templo, o Instituto Educacional da Escócia e a Fundação Memorial Roosevelt, pelo ensinamento a Helen Keller.